# Mã Hàn
Mã Hàn từng là một liên minh lỏng lẻo của các tiểu quốc bộ tộc tồn tại từ khoảng thế kỷ 1 TCN đến thế kỷ to 3 CN tại nam bộ bán đảo Triều Tiên thuộc các vùng Chungcheong và Jeolla. Phát sinh từ sự hợp nhất của những người Cổ Triều Tiên di cư và liên minh Thìn Quốc. Mã Hàn là một trong Tam Hàn, cùng với Biện Hàn và Thìn Hàn. Bách Tế ban đầu chỉ là một tiểu quốc bộ lạc thành viên, nhưng về sau đã nổi lên và trở thành một trong Tam Quốc Triều Tiên.

## Lịch sử
Mã Hàn hầu như chắc chắn đã phát triển từ xã hội đồ đồng vào thế kỷ 3 đến thế kỷ 2 TCN, tiếp tục thu nhận những người di cư từ phương bắc trong các thế kỷ tiếp theo. Chuẩn Vương của vương quốc Cổ Triều Tiên ở phía bắc bán đảo, bị mất ngai vàng về tay Vệ Mãn (Wiman), đã chạy sang Thìn Quốc ở miền nam bán đảo trong khoảng 194 TCN-180 TCN. Ông cùng những người đi theo đã thành lập một căn cứ trong lãnh thổ Thìn Quốc. Không chắc là Mã Hàn đã chinh phục các cùng đất khác hay phát sinh từ thực thể này, song Mã Hàn chắc chắn đã chịu ảnh hưởng bởi của dòng văn hóa miền bắc.
Việc di cư tiếp tục sau sự sụp đổ của Cổ Triều Tiên và Trung Quốc thành lập các quận ở khu vực Liêu Ninh ngày nay vào năm 108 TCN. Điều này được mô tả trong biên niên sử Tam quốc chí của Trung Quốc và sau dó khá lâu là Tam quốc di sự và Tam quốc sử ký của Triều Tiên.
Trong thế kỷ 1 CN, tiểu quốc Nguyệt Chi/Mộc chi (月支/目支, Wolji/Mokji) được hình thành và lãnh đạo liên minh Mã Hàn, đã thất bại trong cuộc chiến với Bách Tế, một thành viên khác của Mã Hàn, và mất toàn bộ lưu vực sông Hán ngày nay. Nhưng Tam quốc chí chép rằng Mã Hàn thất thủ trong các cuộc chiến với Lạc Lãng quận và Đới Phương quận năm 246 CN. Dưới áp lực liên tiếp từ Bách Tế, chỉ 20 tiểu quốc bộ lạc của Mã Hàn còn tòn tại cho đến cuối thế kỷ thứ 3. Bách Tế cuối cùng đã hợp chinh phục tất các các tiểu quốc này vào thế kỷ thứ 5, phát triển thành một trong Tam Quốc Triều Tiên, cùng với Tân La và Cao Câu Ly.

## Chính trị
Các vị thủ lĩnh Mã Hàn thỉnh thoảng gọi mình là "Thìn Quốc vương," để đề cập đến Thìn Quốc trước đó và khẳng định có danh nghĩa trên khắp Tam Hàn. Một sự thịnh vượng trong các hiện vật đồ đồng và những hành hóa dược sản xuất chứng minh rằng Mã Hàn chắc chắn là nơi phát triển sớm nhất trong Tam Hàn. Vào thời đỉnh cao, Mã Hàn bao phủ phần lớn lưu vực sông Hán và các khu vực Gyeonggi, Chungcheong, và Jeolla, mặc dù thực thể chính trị mạnh nhất là Mục Chi Quốc (목지국, 目支國, Mokji) tại Cheonan, Chungcheong ngày nay.

## Di sản
Các sử gia Cao Ly xác định Mã Hàn, Thìn Hàn và Biện Hàn tương ứng với Cao Câu Ly, Tân La và Bách Tế, với các tư liệu như Tam quốc sử ký, Tam quốc di sự và đế vương vận kỉ. Như vậy, thuật ngữ Tam Hàn đôi khi đồng nghĩa với Tam Quốc. Quan điểm lịch sử này được Choe Chiwon (Thôi Trí Viễn) đưa ra, ông là một nhà Nho học và sử gia nổi tiếng vào cuối thời Tân La. Ngoại trừ vị trí địa lý của Mã Hàn, "Tống sử" xác định nguồn gốc dân tộc của Định An Quốc, một quốc gia kế tục của vương quốc Bột Hải, là người Mã Hàn.
Vào cuối thời Triều Tiên, học giả Thực học Han Baek-gyeom đã nhấn mạnh mối liên hệ giữa Mã Hàn và Bách Tế trên phương diện địa lý. Tuy nhiên điều này đã bị chi trích.

## Quân vương Mã Hàn
| Thụy hiệu                              | Tên           | Thời gian tại vị |
| -------------------------------------- | ------------- | ---------------- |
| Vũ Khang Vương (Ai Vương) 武康王(哀王) | Tử Chuẩn 子準 | 161 TCN—157 TCN  |
| An Vương 安王                          | Tử Kham 子龕  | 157 TCN—132 TCN  |
| Huệ Vương 惠王                         | Tử Thực 子寔  | 132 TCN—121 TCN  |
| Minh Vương 明王                        | Tử Vũ 子武    | 121 TCN—90 TCN   |
| Hiếu Vương 孝王                        | Tử Hanh 子亨  | 91 TCN—51 TCN    |
| Tương Vương 襄王                       | Tử Tiếp 子燮  | 51 TCN—46 TCN    |
| Nguyên Vương 元王                      | Tử Cần 子勤   | 46 TCN—20 TCN    |
| Kê Vương 稽王                          | Tử Trinh 子貞 | 20 TCN—2 CN      |
|                                        | Tử Học 子學   | 2 CN-?           |

## Tiểu quốc bộ lạc
Theo Tam quốc chí, Mã Hàn gồm có 54 tiểu quốc bộ lạc, mỗi tiểu quốc có một vạn gia đình:
- Gamhae (감해국, 感奚國, Cảm Hề Quốc), nay thuộc Iksan.
- Gamhaebiri (감해비리국, 監奚卑離國, Giam Hề Ti Li Quốc), nay thuộc Hongseong.
- Geonma (건마국, 乾馬國, Can Mã Quốc), nay thuộc Iksan.
- Gorap (고랍국, 古臘國, Cổ Lạp Quốc), nay thuộc Namwon.
- Gori (고리국, 古離國, Cổ Li Quốc), nay thuộc Iksan.
- Gobiri (고비리국, 古卑離國, Cổ Ti Li Quốc), nay thuộc Yangpyeong hay Yeoju.
- Gowon (고원국, 古爰國, Cổ Viên Quốc)
- Gotanja (고탄자국, 古誕者國, Cổ Đản Giả Quốc)
- Gopo (고포국, 古蒲國, Cổ Bồ Quốc), nay thuộc Buyeo.
- Guro (구로국, 狗盧國, Cẩu Lô Quốc), nay thuộc Cheongyang.
- Gusaodan (구사오단국, 臼斯烏旦國, Cữu Tư Ô Đán Quốc), nay thuộc Jangseong.
- Guso (구소국, 狗素國, Cẩu Tố Quốc), nay thuộc Jeongeup.
- Guhae (구해국, 狗奚國, Cẩu Hề Quốc), nay thuộc Gangjin.
- Naebiri (내비리국, 內卑離國, Nội Ti Li Quốc)
- Noram (노람국, 怒藍國, Nộ Lam Quốc)
- Daeseoksak (대석삭국, 大石索國, Đại Thạch Sách Quốc), nay thuộc Yangju hay đảo Ganghwa.
- Mangno (막로국, 莫盧國, Mạc Lô Quốc)
- Manro (만로국, 萬盧國, Vạn Lô Quốc), nay thuộc Boryeong hay Gunsan.
- Morobiri (모로비리국, 牟盧卑離國, Mưu Lô Ti Li Quốc), nay thuộc Gochang.
- Mosu (모수국, 牟水國, Mưu Thủy Quốc), nay thuộc Suwon.
- Mokji (목지국, 目支國, Mục Chi Quốc), nay thuộc Cheonan.
- Baekje (백제국, 伯濟國, Bách Tế Quốc), nay thuộc Seoul.
- Byeokbiri (벽비리국, 辟卑離國, Tịch Ti Li Quốc), nay thuộc Gimje.
- Bulmi (불미국, 不彌國, Bất Di Quốc), nay thuộc Naju.
- Bulsabunsa (불사분사국, 不斯濆邪國, Bất Tư Phần Tà Quốc), nay thuộc Jeonju.
- Burun (불운국, 不雲國, Bất Vân Quốc), nay thuộc Gongju hay Boseong.
- Biri (비리국, 卑離國, Ti Li Quốc), nay thuộc Gunsan.
- Bimi (비미국, 卑彌國, Ti Di Quốc), nay thuộc Seocheon.
- Saro (사로국, 駟盧國, Tứ Lô Quốc), nay thuộc Hongseong.[13]
- Sangoe (상외국, 桑外國, Tang Ngoại Quốc), nay thuộc Hwaseong.
- Soseoksak (소석삭국, 小石索國, Tiểu Thạch Sách Quốc), nay thuộc đảo Gyodong.
- Sowigeon (소위건국, 素謂乾國, Tố Vị Can Quốc), nay thuộc Boryeong.
- Songnobulsa (속로불사국, 速盧不斯國, Tốc Lô Bất Tư Quốc), nay thuộc Gimpo.
- Sinbunhwal (신분활국, 臣濆活國, Thần Phần Hoạt Quốc), nay thuộc Anseong hay Gapyeong.
- Sinsodo (신소도국, 臣蘇塗國, Thần Tô Đồ Quốc), nay thuộc Taean.
- Sinunsin (신운신국, 臣雲新國, Thần Vân Tân Quốc), nay thuộc Cheonan.
- Sinheun (신흔국, 臣釁國, Thần Hấn Quốc), nay thuộc Daejeon hay Asan.
- Arim (아림국, 兒林國, Nhi Lâm Quốc), nay thuộc Seocheon hay Yesan.
- Yeoraebiri (여래비리국, 如來卑離國, Như Lai Ti Li Quốc), nay thuộc Iksan.
- Yeomno (염로국, 冉路國, Nhiễm Lộ Quốc), nay thuộc Asan.
- Uhyumotak (우휴모탁국, 優休牟涿國, Ưu Hưu Mưu Trác Quốc), nay thuộc Bucheon.
- Wonyang (원양국, 爰襄國, Viên Tương Quốc), nay thuộc Hwaseong hay Paju.
- Wonji (원지국, 爰池國, Viên Trì Quốc), nay thuộc Yeosu.
- Illan (일난국, 一難國, Nhất Nan Quốc)
- Illi (일리국, 一離國, Nhất Li Quốc)
- Irhwa (일화국, 日華國, Nhật Hoa Quốc)
- Imsoban (임소반국, 臨素半國, Lâm Tố Bán Quốc), nay thuộc Gunsan.
- Jarimoro (자리모로국, 咨離牟盧國, Tư Li Mưu Lô Quốc), nay thuộc Icheon.
- Jiban (지반국, 支半國, Chi Bán Quốc), nay thuộc Buan.
- Jichim (지침국, 支侵國, Chi Xâm Quốc), nay thuộc Eumseong.
- Cheomno (첩로국, 捷盧國, Thiệp Lô Quốc), nay thuộc Jeongeup.
- Chori (초리국, 楚離國, Sở Li Quốc), nay thuộc Goheung.
- Chosandobiri (초산도비리국, 楚山塗卑離國, Sổ San Đồ Ti Li Quốc), nay thuộc Jindo.
- Chiriguk (치리국국, 致利鞠國, Trí Lợi Cúc Quốc), nay thuộc Seocheon.